# Thanatus constellatus
Thanatus constellatus es una especie de araña cangrejo del género Thanatus, familia Philodromidae. Fue descrita científicamente por Charitonov en 1946.

## Distribución
Esta especie se encuentra en Rusia, Asia Central y China.